# Liste der Staatsoberhäupter 1965
Übersicht
◄◄ | ◄ | 1961 | 1962 | 1963 | 1964 | Liste der Staatsoberhäupter 1965 | 1966 | 1967 | 1968 | 1969 | ► | ►►

Weitere Ereignisse

## Afrika
- Ägypten
  - Staatsoberhaupt: Präsident Gamal Abdel Nasser (1954, 1954–1970) (bis 1956 Vorsitzender des revolutionären Kommandorats) (1954, 1954–1958, 1967–1970 Regierungschef)
  - Regierungschef:
    - Ministerpräsident Ali Sabri (1962–2. Oktober 1965)
    - Ministerpräsident Zakaria Mohieddin (2. Oktober 1965–1966)

- Algerien
  - Staats- und Regierungschef:
    - Präsident Ahmed Ben Bella (1963–19. Juni 1965) (1962–1963 Regierungschef)
    - Vorsitzender des Revolutionsrates Houari Boumedienne (19. Juni 1965–1978) (ab 1976 Präsident)

- Äthiopien
  - Staatsoberhaupt: Kaiser Haile Selassie (1930–1974) (1936–1941 im Exil)
  - Regierungschef: Ministerpräsident Aklilu Habte-Wold (1961–1974)

- Burundi
  - Staatsoberhaupt: König Mwambutsa IV. Bangiriceng (1962–1966)
  - Regierungschef:
    - Ministerpräsident Albin Nyamoya (1964–11. Januar 1965, 1972–1973)
    - Ministerpräsident Pierre Ngendandumwe (1963–1964, 11. Januar 1965 bis 15. Januar 1965)
    - Ministerpräsident Pie Masumbuko (15. Januar 1965 bis 25. Januar 1965) (kommissarisch)
    - Ministerpräsident Joseph Bamina (25. Januar 1965 bis 30. September 1965)
    - Ministerpräsident Léopold Biha (30. September 1965–1966)

- Dahomey (ab 1975 Benin)
  - Staatsoberhaupt:
    - Vorsitzender der Provisorischen Regierung Sourou-Migan Apithy (1964–27. November 1965)
    - Präsident Justin Ahomadégbé (27. November 1965 bis 29. November 1965, 1972) (kommissarisch) (1964–1965 Ministerpräsident)
    - Parlamentspräsident Tahirou Congacou (29. November 1965 bis 22. Dezember 1965) (kommissarisch)
    - Präsident Christophe Soglo (1963–1964, 22. Dezember 1965–1967)

  - Regierungschef: Ministerpräsident Justin Ahomadégbé (1964–29. November 1965) (1965 Präsident)

- Elfenbeinküste
  - Staats- und Regierungschef: Präsident Félix Houphouët-Boigny (1960–1993)

- Gabun
  - Staats- und Regierungschef: Präsident Léon M’ba (1960–1964, 1964–1967) (1960–1961 Ministerpräsident)

- Gambia (seit 18. Februar 1965 unabhängig)
  - Staatsoberhaupt: Königin Elisabeth II. (18. Februar 1965–1970)
    - Generalgouverneur: John Warburton Paul (18. Februar 1965–1966)

  - Regierungschef: Ministerpräsident Dawda Jawara (18. Februar 1965–1970) (1970–1994 Präsident)

- Ghana
  - Staats- und Regierungschef: Präsident Kwame Nkrumah (1960–1966) (1957–1960 Ministerpräsident)

- Guinea
  - Staats- und Regierungschef: Präsident Ahmed Sékou Touré (1958–1984)

- Kamerun
  - Staats- und Regierungschef: Präsident Ahmadou Ahidjo (1960–1982)

- Kenia
  - Staats- und Regierungschef: Präsident Jomo Kenyatta (1964–1978) (1963–1964 Ministerpräsident)

- Kongo-Brazzaville (1970–1992 Volksrepublik Kongo; ab 1992 Republik Kongo)
  - Staatsoberhaupt: Präsident Alphonse Massemba-Débat (1963–1968) (1963 Ministerpräsident)
  - Regierungschef: Ministerpräsident Pascal Lissouba (1963–1966) (1992–1997 Präsident)

- Demokratische Republik Kongo (bis 1964 Kongo-Léopoldville, 1971–1997 Zaire)
  - Staatsoberhaupt:
    - Präsident Joseph Kasavubu (1960–25. November 1965)
    - Präsident Joseph-Désiré Mobutu (25. November 1965–1997)

  - Regierungschef:
    - Ministerpräsident Moïse Tschombé (1964–13. Oktober 1965)
    - Ministerpräsident Évariste Kimba (18. Oktober 1965 bis 25. November 1965)
    - Ministerpräsident Léonard Mulamba (28. November 1965–1966)

- Liberia
  - Staats- und Regierungschef: Präsident William S. Tubman (1944–1971)

- Libyen
  - Staatsoberhaupt: König Idris (1951–1969)
  - Regierungschef:
    - Ministerpräsident Mahmud al-Muntasir (1951–1954, 1964–20. März 1965)
    - Ministerpräsident Husain Maziq (20. März 1965–1967)

- Madagaskar
  - Staats- und Regierungschef: Präsident Philibert Tsiranana (1960–1972)

- Malawi
  - Staatsoberhaupt: Königin Elisabeth II. (1964–1966)
    - Generalgouverneur: Glyn Smallwood Jones (1964–1966)

  - Regierungschef: Premierminister Hastings Kamuzu Banda (1964–1966) (1966–1994 Präsident)

- Mali
  - Staats- und Regierungschef: Präsident Modibo Keïta (1960–1968)

- Marokko
  - Staatsoberhaupt: König Hassan II. (1961–1999)
  - Regierungschef: Ministerpräsident Ahmed Bahnini (1963–7. Juni 1965)

- Mauretanien
  - Staats- und Regierungschef: Präsident Moktar Ould Daddah (1960–1978)

- Niger
  - Staats- und Regierungschef: Präsident Hamani Diori (1960–1974)

- Nigeria
  - Staatsoberhaupt: Präsident Nnamdi Azikiwe (1963–1966) (1960–1963 Generalgouverneur)
  - Regierungschef: Ministerpräsident Abubakar Tafawa Balewa (1960–1966)

- Obervolta (ab 1984 Burkina Faso)
  - Staats- und Regierungschef: Präsident Maurice Yaméogo (1960–1966)

- Rhodesien (erklärte am 11. November 1965 seine Unabhängigkeit; international nicht anerkannt) (seit 1980 Simbabwe)
  - Staatsoberhaupt: Königin Elisabeth II. (11. November 1965–1970) (nahm Titel nicht an)
    - Verwaltungsoffizier der Regierung Clifford Dupont (11. November 1965–1970) (1970–1975 Präsident)

  - Regierungschef: Premierminister Ian Smith (11. November 1965–1979)

- Ruanda
  - Staats- und Regierungschef: Präsident Grégoire Kayibanda (1962–1973)

- Sambia
  - Staats- und Regierungschef: Präsident Kenneth Kaunda (1964–1991)

- Senegal
  - Staats- und Regierungschef: Präsident Léopold Sédar Senghor (1960–1980)

- Sierra Leone
  - Staatsoberhaupt: Königin Elisabeth II. (1961–1971)
    - Generalgouverneur: Henry Josiah Lightfoot Boston (1962–1968)

  - Regierungschef: Ministerpräsident Albert Margai (1964–1967)

- Somalia
  - Staatsoberhaupt: Präsident Aden Abdullah Osman Daar (1960–1967) (1967–1969 Präsident)
  - Regierungschef: Ministerpräsident Abdirizak Haji Hussein (1964–1967)

- Südafrika
  - Staatsoberhaupt: Präsident Charles Robberts Swart (1961–1967) (1960–1961 Generalgouverneur)
  - Regierungschef: Ministerpräsident Hendrik Frensch Verwoerd (1958–1966)

- Sudan
  - Staatsoberhaupt:
    - Souveränitätskomitee: Abdel Halim Muhammad, Tijani al-Mahi, Mubarak Shaddad, Ibrahim Yusuf Sulayman, Luigi Adwok (1964–10. Juni 1965)
    - Souveränitätskomitee: Ismail al-Azhari, Abdullah al-Fadil al-Mahdi, Luigi Adwok Abdel Halim Muhammad, Khidr Hamad (10. Juni 1965 bis 8. Juli 1965)
    - Präsident des Souveränitätskomitees: Ismail al-Azhari (8. Juli 1965–1969)

  - Regierungschef:
    - Ministerpräsident Sirr al-Chatim al-Chalifa (1964–10. Juni 1965)
    - Ministerpräsident Sadiq al-Mahdi (10. Juni 1965–1966, 1967–1969)

- Tansania
  - Staats- und Regierungschef: Präsident Julius Nyerere (1962–1985) (1961–1962 Ministerpräsident)

- Togo
  - Staats- und Regierungschef: Präsident Nicolas Grunitzky (1963–1967)

- Tschad
  - Staats- und Regierungschef: Präsident François Tombalbaye (1960–1975)

- Tunesien
  - Staats- und Regierungschef: Präsident Habib Bourguiba (1957–1987) (1956–1957 Ministerpräsident)

- Uganda
  - Staatsoberhaupt: Präsident Edward Mutesa (1963–1966)
  - Regierungschef: Ministerpräsident Milton Obote (1962–1966) (1966–1971, 1980–1985 Präsident)

- Zentralafrikanische Republik
  - Staats- und Regierungschef: Präsident David Dacko (1960–1966, 1979–1981)

## Amerika

### Nordamerika
- Kanada
  - Staatsoberhaupt: Königin Elisabeth II. (1952–2022)
    - Generalgouverneur: Georges Vanier (1959–1967)

  - Regierungschef: Premierminister Lester Pearson (1963–1968)

- Mexiko
  - Staats- und Regierungschef: Präsident Gustavo Díaz Ordaz (1964–1970)

- Vereinigte Staaten von Amerika
  - Staats- und Regierungschef: Präsident Lyndon B. Johnson (1963–1969)

### Mittelamerika
- Costa Rica
  - Staats- und Regierungschef: Präsident Francisco José Orlich Bolmarcich (1962–1966)

- Dominikanische Republik
  - Staats- und Regierungschef:
    - Triumvirat:
      - Donald Reid Cabral (1963–25. April 1965)
      - Ramón Cáceres Troncoso (1964–25. April 1965)

    - Revolutionskomitee (25. April 1965)
    - Präsident José Rafael Molina Ureña (25. April 1965 bis 27. April 1965) (kommissarisch)
    - Vorsitzender der Militärjunta Francisco Alberto Caamaño (1. Mai 1965 bis 7. Mai 1965)
    - Präsident Antonio Imbert Barrera (7. Mai 1965 bis 30. August 1965)
    - Präsident Héctor García Godoy (3. September 1965–1966) (kommissarisch)

- El Salvador
  - Staats- und Regierungschef: Präsident Julio Adalberto Rivera Carballo (1962–1967)

- Guatemala
  - Staats- und Regierungschef: Präsident Alfredo Enrique Peralta Azurdia (1963–1966)

- Haiti
  - Staats- und Regierungschef: Präsident François Duvalier (1957–1971)

- Honduras
  - Staats- und Regierungschef: Präsident Oswaldo López Arellano (1963–1971, 1972–1975) (1956–1957 Mitglied des militärischen Regierungsrats)

- Jamaika
  - Staatsoberhaupt: Königin Elisabeth II. (1962–2022)
    - Generalgouverneur: Clifford Campbell (1962–1973)

  - Regierungschef: Premierminister Alexander Bustamante (1962–1967)

- Kuba
  - Staatsoberhaupt: Präsident Osvaldo Dorticós Torrado (1959–1976)
  - Regierungschef: Ministerpräsident Fidel Castro (1959–2008) (1976–2008 Präsident des Staatsrats und Präsident des Ministerrats)

- Nicaragua
  - Staats- und Regierungschef: Präsident René Schick Gutiérrez (1963–1966)

- Panama
  - Staats- und Regierungschef: Präsident Marco Aurelio Robles Méndez (1964–1968)

- Trinidad und Tobago
  - Staatsoberhaupt: Königin Elisabeth II. (1962–1976)
    - Generalgouverneur: Solomon Hochoy (1962–1972)

  - Regierungschef: Ministerpräsident Eric Eustace Williams (1962–1981)

### Südamerika
- Argentinien
  - Staats- und Regierungschef: Präsident Arturo Umberto Illia (1963–1966)

- Bolivien
  - Staats- und Regierungschef:
    - Co-Vorsitzender der Militärjunta René Barrientos Ortuño (1964–1966, 1966–1969) (bis 26. Mai Vorsitzender der Militärjunta)
    - Co-Coorsitzender der Militärjunta: Alfredo Ovando Candía (1964, 26. Mai 1965–1966, 1969–1970)

- Brasilien
  - Staats- und Regierungschef: Präsident Humberto Castelo Branco (1964–1967)

- Chile
  - Staats- und Regierungschef: Präsident Eduardo Frei Montalva (1964–1970)

- Ecuador
  - Staats- und Regierungschef: Vorsitzender der Militärjunta Ramón Castro Jijón (1963–1966)

- Kolumbien
  - Staats- und Regierungschef: Präsident Guillermo León Valencia (1962–1966)

- Paraguay
  - Staats- und Regierungschef: Präsident Alfredo Stroessner (1954–1989)

- Peru
  - Staatsoberhaupt: Präsident Fernando Belaúnde Terry (1963–1968, 1980–1985)
  - Regierungschef:
    - Ministerpräsident Fernando Schwalb López Aldana (1963–15. September 1965, 1983–1984)
    - Ministerpräsident Daniel Becerra de la Flor (15. September 1965–1967)

- Uruguay
  - Staats- und Regierungschef:
    - Vorsitzender des Nationalrats Luis Giannattasio (1964–7. Februar 1965)
    - Vorsitzender des Nationalrats Washington Beltrán (7. Februar 1965–1966)

- Venezuela
  - Staats- und Regierungschef: Präsident Raúl Leoni (1964–1969)

## Asien

### Ost-, Süd- und Südostasien
- Bhutan
  - Staats- und Regierungschef: König Jigme Dorje Wangchuck (1952–1972)

- Burma (ab 1989 Myanmar)
  - Staatsoberhaupt: Vorsitzender des Revolutionsrats Ne Win (1962–1981) (ab 1974 Präsident) (1958–1960, 1962–1974 Ministerpräsident)
  - Regierungschef: Ministerpräsident Ne Win (1958–1960, 1962–1974) (1962–1974 Vorsitzender des Revolutionsrats; 1974–1981 Präsident)

- Ceylon (ab 1972 Sri Lanka)
  - Staatsoberhaupt: Königin Elisabeth II. (1952–1972)
    - Generalgouverneur: William Gopallawa (1962–1972) (1972–1978 Präsident)

  - Regierungschef:
    - Premierministerin Sirimavo Bandaranaike (1960–25. März 1965, 1970–1977, 1994–2000)
    - Premierminister Dudley Shelton Senanayake (1952–1953, 1960, 25. März 1965–1970)

- Republik China (Taiwan)
  - Staatsoberhaupt: Präsident Chiang Kai-shek (1950–1975) (1928–1931, 1943–1948 Vorsitzender der Nationalregierung Chinas, 1948–1949 Präsident von Nationalchina; 1930–1931, 1935–1938, 1939–1945, 1947 Ministerpräsident von Nationalchina)
  - Regierungschef: Ministerpräsident Yen Chia-kan (1963–1972) (1975–1978 Präsident)

- Volksrepublik China
  - Parteichef: Vorsitzender der Kommunistischen Partei Chinas Mao Zedong (1943–1976) (1949–1954 Vorsitzender der zentralen Volksregierung; 1954–1959 Präsident)
  - Staatsoberhaupt: Präsident Liu Shaoqi (1959–1968)
  - Regierungschef: Ministerpräsident Zhou Enlai (1949–1976)

- Indien
  - Staatsoberhaupt: Präsident Sarvepalli Radhakrishnan (1962–1967)
  - Regierungschef: Premierminister Lal Bahadur Shastri (1964–1966)

- Indonesien
  - Staats- und Regierungschef: Präsident Sukarno (1945–1967)

- Japan
  - Staatsoberhaupt: Kaiser Hirohito (1926–1989)
  - Regierungschef: Premierminister Eisaku Sato (1964–1972)

- Kambodscha
  - Staatsoberhaupt: Präsident Norodom Sihanouk (1960–1970, 1991–1993) (1941–1955, 1993–2004 König) (1945, 1950, 1952–1953, 1954, 1955–1956, 1956, 1956, 1957, 1958–1960, 1961–1962 Ministerpräsident)
  - Regierungschef: Ministerpräsident Norodom Kantol (1962–1966)

- Nordkorea
  - De-facto-Herrscher: Kim Il-sung (1948–1994)
  - Staatsoberhaupt: Vorsitzender des Präsidiums der Obersten Volksversammlung Choe Yong-gon (1957–1972)
  - Regierungschef: Ministerpräsident Kim Il-sung (1948–1972)

- Südkorea
  - Staatsoberhaupt: Präsident Park Chung-hee (1962–1979)
  - Regierungschef: Ministerpräsident Chung Il-kwon (1964–1970)

- Laos
  - Staatsoberhaupt: König Savang Vatthana (1959–1975)
  - Regierungschef: Ministerpräsident Souvanna Phouma (1951–1954, 1956–1958, 1960, 1962–1975)

- Malaysia
  - Staatsoberhaupt:
    - Oberster Herrscher Syed Putra (1960–20. September 1965)
    - Oberster Herrscher Ismail Nasiruddin Shah (21. September 1965–1970)

  - Regierungschef: Ministerpräsident Abdul Rahman (1957–1959, 1959–1970)

- Malediven (seit 26. Juli 1965 unabhängig)
  - Staatsoberhaupt: Sultan Muhammad Fareed Didi (1954–1968)
  - Regierungschef: Ministerpräsident Ibrahim Nasir (1957–1968) (1968–1978 Präsident) (Amt abgeschafft)

- Nepal
  - Staatsoberhaupt: König Mahendra (1955–1972)
  - Regierungschef:
    - Ministerpräsident Tulsi Giri (1960–1963, 1964–26. Januar 1965, 1975–1977)
    - Ministerpräsident Surya Bahadur Thapa (1963–1964, 26. Januar 1965–1969, 1979–1983, 1997–1998, 2003–2004)

- Pakistan
  - Staats- und Regierungschef: Präsident Muhammed Ayub Khan (1958–1969) (1958 Ministerpräsident)

- Philippinen
  - Staats- und Regierungschef:
    - Präsident Diosdado Macapagal (1961–30. Dezember 1965)
    - Präsident Ferdinand Marcos (30. Dezember 1965–1986)

- Sikkim (unter indischer Suzeränität)
  - Staatsoberhaupt: König Palden Thondup Namgyal (1963–1975)
  - Regierungschef: Ministerpräsident R.N. Haldipur (1963–1969)

- Singapur (1963–9. August 1965 Teil von Malaysia)
  - Staatsoberhaupt: Präsident Yusof bin Ishak (1959–1970)
  - Regierungschef: Premierminister Lee Kuan Yew (1959–1990)

- Thailand
  - Staatsoberhaupt: König Rama IX. Bhumibol Adulyadej (1946–2016)
  - Regierungschef: Ministerpräsident Thanom Kittikachorn (1958, 1963–1973)

- Nordvietnam
  - Staatsoberhaupt: Präsident Hồ Chí Minh (1945–1969) (1945–1955 Ministerpräsident)
  - Regierungschef: Ministerpräsident Phạm Văn Đồng (1955–1976) (1976–1987 Vorsitzender des Ministerrats von Vietnam)

- Südvietnam
  - Staatsoberhaupt:
    - Präsident Phan Khắc Sửu (1964–14. Juni 1965)
    - Präsident Nguyễn Văn Thiệu (14. Juni 1965–1975)

  - Regierungschef:
    - Ministerpräsident Trần Văn Hương (1964–28. Januar 1965, 1968–1969) (1975 Präsident)
    - Ministerpräsident Nguyen Xuan Oanh (1964, 28. Januar 1965 bis 15. Februar 1965) (kommissarisch)
    - Ministerpräsident Phan Huy Quát (1954, 16. Februar 1965 bis 21. Juni 1965)
    - Ministerpräsident Nguyễn Cao Kỳ (21. Juni 1965–1967)

### Vorderasien
- Irak
  - Staatsoberhaupt: Präsident Abd as-Salam Arif (1963–1966)
  - Regierungschef:
    - Ministerpräsident Tahir Yahya (1963–6. September 1965, 1967–1968)
    - Ministerpräsident Arif Abd ar-Razzaq (6. September 1965 bis 16. September 1965)
    - Ministerpräsident Abd ar-Rahman al-Bazzaz (21. September 1965–1966)

- Iran
  - Staatsoberhaupt: Schah Mohammad Reza Pahlavi (1941–1979)
  - Regierungschef:
    - Ministerpräsident Hassan Ali Mansour (1964–26. Januar 1965)
    - Ministerpräsident Amir Abbas Hoveyda (27. Januar 1965–1977)

- Israel
  - Staatsoberhaupt: Präsident Salman Schasar (1963–1973)
  - Regierungschef: Ministerpräsident Levi Eschkol (1963–1969)

- Jemen
  - Staatsoberhaupt: Präsident Abdullah as-Sallal (1962–1967) (1962–1963, 1965, 1966–1967 Ministerpräsident)
  - Regierungschef:
    - Ministerpräsident Mahmoud al-Gayifi (1964–6. Januar 1965)
    - Ministerpräsident Hassan al-Amri (1964, 6. Januar 1965 bis 20. April 1965, 1965–1966, 1967–1969, 1971)
    - Ministerpräsident Ahmad Muhammad Numan (20. April 1965 bis 6. Juli 1965, 1971)
    - Ministerpräsident Abdullah as-Sallal (1962–1963, 6. Juli 1965 bis 20. Juli 1965, 1966–1967) (1962–1967 Präsident)
    - Ministerpräsident Hassan al-Amri (1964, 1965, 20. Juli 1965–1966, 1967–1969, 1971)

- Jordanien
  - Staatsoberhaupt: König Hussein (1952–1999)
  - Regierungschef:
    - Ministerpräsident Bahdschat at-Talhuni (1960–1962, 1964–13. Februar 1965, 1967–1969, 1969–1970)
    - Ministerpräsident Wasfi at-Tall (1962–1963 13. Februar 1965–1967)

- Kuwait
  - Staatsoberhaupt:
    - Emir Abdullah III. (1961–24. November 1965)
    - Emir Sabah III. (24. November 1965–1977) (1963–1965 Ministerpräsident)

  - Regierungschef:
    - Ministerpräsident Sabah as-Salim as-Sabah (1963–30. November 1965) (1965–1977 Emir)
    - Ministerpräsident Dschabir al-Ahmad al-Dschabir as-Sabah (1962–1963, 30. November 1965–1978) (1977–2006 Emir)

- Libanon
  - Staatsoberhaupt: Präsident Charles Helou (1964–1970)
  - Regierungschef:
    - Ministerpräsident Hussein al-Oweini (1951, 1964–25. Juli 1965)
    - Ministerpräsident Rashid Karami (1955–1956, 1958–1960, 1961–1964, 25. Juli 1965–1966, 1966–1968, 1969–1970, 1975–1976, 1984–1987)

- Oman (1891–1971 britisches Protektorat)
  - Staats- und Regierungschef: Sultan Said ibn Taimur (1932–1970)

- Saudi-Arabien
  - Staats- und Regierungschef: König Faisal ibn Abd al-Aziz (1964–1975)

- Syrien
  - Staatsoberhaupt: Vorsitzender des Präsidialrats Amin al-Hafiz (1963–1966) (bis 1964 Vorsitzender des nationalen revolutionären Kommandorats) (1963–1964, 1964–1965 Ministerpräsident)
  - Regierungschef:
    - Ministerpräsident Amin al-Hafiz (1963–1964, 1964–23. September 1965) (1963–1966 Staatsoberhaupt)
    - Ministerpräsident Yusuf Zuayyin (23. September 1965–1966, 1966–1968)

- Türkei
  - Staatsoberhaupt: Präsident Cemal Gürsel (1960–1966) (1960–1961 Ministerpräsident)
  - Regierungschef:
    - Ministerpräsident İsmet İnönü (1923–1924, 1925–1937, 1961–21. Februar 1965) (1938–1950 Präsident)
    - Ministerpräsident Suat Hayri Ürgüplü (21. Februar 1965 bis 27. Oktober 1965)
    - Ministerpräsident Süleyman Demirel (27. Oktober 1965–1971, 1975–1977, 1977–1978, 1979–1980, 1991–1993) (1993–2000 Präsident)

### Zentralasien
- Afghanistan
  - Staatsoberhaupt: König Mohammed Sahir Schah (1933–1973)
  - Regierungschef:
    - Ministerpräsident Mohammad Yusuf (1963–2. November 1965)
    - Ministerpräsident Mohammad Haschim Maiwandwal (2. November 1965–1967)

- Mongolei
  - Staatsoberhaupt: Vorsitzender des Großen Volks-Churals Dschamsrangiin Sambuu (1954–1972)
  - Regierungschef: Vorsitzender des Ministerrates Jumdschaagiin Tsedenbal (1952–1974) (1974–1984 Vorsitzender des Großen Volks-Churals)

## Australien und Ozeanien
- Australien
  - Staatsoberhaupt: Königin Elisabeth II. (1952–2022)
    - Generalgouverneur:
      - William Sidney, 1. Viscount De L’Isle (1961–22. September 1965)
      - Richard Casey, Baron Casey (22. September 1965–1969)

  - Regierungschef: Premierminister Robert Menzies (1939–1941, 1949–1966)

- Cookinseln (unabhängiger Staat in freier Assoziierung mit Neuseeland) (seit 4. August 1965 unabhängig)
  - Staatsoberhaupt: Königin Elisabeth II. (4. August 1965–2022)
  - Regierungschef: Premierminister Albert R. Henry (4. August 1965–1978)

- Neuseeland
  - Staatsoberhaupt: Königin Elisabeth II. (1952–2022)
    - Generalgouverneur: Bernard Fergusson (1962–1967)

  - Regierungschef: Premierminister Keith Holyoake (1957, 1960–1972) (1977–1980 Generalgouverneur)

- Westsamoa (heute Samoa)
  - Staatsoberhaupt: O le Ao o le Malo Tanumafili II. (1962–2007)
  - Regierungschef: Premierminister Mata'afa Mulinu'u II. (1962–1970, 1973–1975)

## Europa
- Albanien
  - Parteichef: 1. Sekretär der albanischen Arbeiterpartei Enver Hoxha (1948–1985) (1946–1954 Ministerpräsident)
  - Staatsoberhaupt: Vorsitzender des Präsidiums der Volksversammlung Haxhi Lleshi (1953–1982)
  - Regierungschef: Ministerpräsident Mehmet Shehu (1954–1981)

- Andorra
  - Co-Fürsten:
    - Staatspräsident von Frankreich: Charles de Gaulle (1959–1969)
    - Bischof von Urgell: Ramon Iglésias Navarri (1943–1969)

- Belgien
  - Staatsoberhaupt: König Baudouin I. (1951–1993)
  - Regierungschef:
    - Ministerpräsident Théo Lefèvre (1961–28. Juli 1965)
    - Ministerpräsident Pierre Harmel (28. Juli 1965–1966)

- Bulgarien
  - Parteichef: Generalsekretär der Bulgarischen Kommunistischen Partei Todor Schiwkow (1954–1989) (1971–1989 Staatsratsvorsitzender) (1962–1971 Ministerpräsident)
  - Staatsoberhaupt: Vorsitzender des Präsidiums der Nationalversammlung Georgi Traikow (1964–1971)
  - Regierungschef: Vorsitzender des Ministerrats Todor Schiwkow (1962–1971) (1954–1989 Parteichef) (1971–1989 Staatsratsvorsitzender)

- Dänemark
  - Staatsoberhaupt: König Friedrich IX. (1947–1972)
  - Regierungschef: Ministerpräsident Jens Otto Krag (1962–1968, 1971–1972)
  - Färöer (politisch selbstverwalteter und autonomer Bestandteil des Königreichs Dänemark)
    - Vertreter der dänischen Regierung: Reichsombudsmann Mogens Wahl (1961–1972)
    - Regierungschef: Ministerpräsident Hákun Djurhuus (1963–1967)

- Bundesrepublik Deutschland
  - Staatsoberhaupt: Bundespräsident Heinrich Lübke (1959–1969)
  - Regierungschef: Bundeskanzler Ludwig Erhard (1963–1966)

- Deutsche Demokratische Republik
  - Parteichef: Generalsekretär des ZK der SED Walter Ulbricht (1950–1971) (1960–1973 Staatsratsvorsitzender)
  - Staatsoberhaupt: Vorsitzender des Staatsrats Walter Ulbricht (1960–1973) (1950–1971 Parteichef)
  - Regierungschef: Vorsitzender des Ministerrates Willi Stoph (1964–1973, 1976–1989) (1973–1976 Staatsratsvorsitzender)

- Finnland
  - Staatsoberhaupt: Präsident Urho Kekkonen (1956–1982) (1950–1953, 1954–1956 Ministerpräsident)
  - Regierungschef: Ministerpräsident Johannes Virolainen (1964–1966)

- Frankreich
  - Staatsoberhaupt: Präsident Charles de Gaulle (1959–1969) (1944–1946 Leiter der provisorischen Regierung), (1958–1959 Präsident des Ministerrats)
  - Regierungschef: Premierminister Georges Pompidou (1962–1968) (1969–1974 Präsident)

- Griechenland
  - Staatsoberhaupt:
    - König Konstantin II. (1964–1973/74) (ab 1967 im Exil)

  - Regierungschef:
    - Ministerpräsident Georgios Papandreou (1944–1945, 1963, 1964–15. Juli 1965)
    - Ministerpräsident Giorgos Athanasiadis-Novas (15. Juli 1965 bis 20. August 1965)
    - Ministerpräsident Ilias Tsirimokos (20. August 1965 bis 17. September 1965)
    - Ministerpräsident Stephanos Stephanopoulos (1955, 17. September 1965–1966)

- Irland
  - Staatsoberhaupt: Präsident Éamon de Valera (1959–1973) (1932–1948, 1951–1954, 1957–1959 Ministerpräsident)
  - Regierungschef: Taoiseach Seán Lemass (1959–1966)

- Island
  - Staatsoberhaupt: Präsident Ásgeir Ásgeirsson (1952–1968) (1932–1934 Ministerpräsident)
  - Regierungschef: Ministerpräsident Bjarni Benediktsson (1963–1970)

- Italien
  - Staatsoberhaupt: Präsident Giuseppe Saragat (1964–1971)
  - Regierungschef: Ministerpräsident Aldo Moro (1963–1968, 1974–1976)

- Jugoslawien
  - Staatsoberhaupt: Präsident Josip Broz Tito (1953–1980) (1945–1963 Ministerpräsident)
  - Regierungschef: Ministerpräsident Petar Stambolić (1963–1967) (1982–1983 Präsident)

- Kanalinseln[1]
  - Guernsey
    - Staats- und Regierungschef: Herzogin Elisabeth II. (1952–2022)
      - Vizegouverneur: Charles Coleman (1964–1969)

  - Jersey
    - Staats- und Regierungschef: Herzogin Elisabeth II. (1952–2022)
      - Vizegouverneur: Michael Villiers (1964–1969)

- Liechtenstein
  - Staatsoberhaupt: Fürst Franz Josef II. (1938–1989)
  - Regierungschef: Gerard Batliner (1962–1970)

- Luxemburg
  - Staatsoberhaupt: Großherzog Jean (1964–2000)
  - Regierungschef: Ministerpräsident Pierre Werner (1959–1974, 1979–1984)

- Malta
  - Staatsoberhaupt: Königin Elisabeth II. (1964–1974)
    - Generalgouverneur Maurice Henry Dorman (1964–1971)

  - Regierungschef: Premierminister Ġorġ Borg Olivier (1964–1971)

- Isle of Man[1]
  - Staatsoberhaupt: Lord of Man Elisabeth II. (1952–2022)
    - Vizegouverneur: Ronald Herbert Garvey (1959–1966)

  - Regierungschef: Vorsitzender des Exekutivrats Charles Kerruish (1961–1967)

- Monaco
  - Staatsoberhaupt: Fürst: Rainier III. (1949–2005)
  - Regierungschef: Staatsminister Jean Émile Reymond (1963–1966)

- Niederlande
  - Staatsoberhaupt: Königin Juliana (1948–1980)
  - Regierungschef:
    - Ministerpräsident Victor Marijnen (1963–14. April 1965)
    - Ministerpräsident Jo Cals (14. April 1965–1966)

  - Niederländische Antillen (Land des Königreichs der Niederlande)
    - Vertreter der niederländischen Regierung: Gouverneur Cola Debrot (1962–1970)
    - Regierungschef: Ministerpräsident Efraïn Jonckheer (1954–1968)

- Norwegen
  - Staatsoberhaupt: König Olav V. (1957–1991)
  - Regierungschef:
    - Ministerpräsident Einar Gerhardsen (1945–1951, 1955–1963, 1963–21. Oktober 1965)
    - Ministerpräsident Per Borten (12. Oktober 1965–1971)

- Österreich
  - Staatsoberhaupt:
    - Bundespräsident Adolf Schärf (1957–28. Februar 1965)
    - Bundeskanzler Josef Klaus (28. Februar 1965 bis 9. Juni 1965) (kommissarisch)
    - Bundespräsident Franz Jonas (9. Juni 1965–1974)

  - Regierungschef: Bundeskanzler Josef Klaus (1964–1970)

- Polen
  - Parteichef: 1. Sekretär Władysław Gomułka (1943–1948, 1956–1970)
  - Staatsoberhaupt: Staatsratsvorsitzender Edward Ochab (1964–1968) (1956 Parteichef)
  - Regierungschef: Ministerpräsident Józef Cyrankiewicz (1947–1952, 1954–1970) (1970–1972 Staatsratsvorsitzender)

- Portugal
  - Staatsoberhaupt: Präsident Américo Tomás (1958–1974)
  - Regierungschef: Ministerpräsident António de Oliveira Salazar (1932–1968)

- Rumänien
  - Parteichef:
    - Generalsekretär Gheorghe Gheorghiu-Dej (1945–1954, 1955–19. März 1965) (1952–1954 Ministerpräsident) (1961–1965 Staatsoberhaupt)
    - Generalsekretär Nicolae Ceaușescu (22. März 1965–1989) (1967–1989 Staatsoberhaupt)

  - Staatsoberhaupt:
    - Vorsitzender des Staatsrats Gheorghe Gheorghiu-Dej (1961–19. März 1965) (1945–1954, 1955–1965 Parteichef) (1952–1954 Ministerpräsident)
    - Ion Gheorghe Maurer, Stefan Voitec, Avram Bunaciu (19. März 1965 bis 24. März 1965) (kommissarisch)
    - Vorsitzender des Staatsrats Chivu Stoica (24. März 1965–1967) (1955–1961 Ministerpräsident)

  - Regierungschef: Ministerpräsident Ion Gheorghe Maurer (1961–1974) (1958–1961 Staatsoberhaupt)

- San Marino
  - Staatsoberhaupt: Capitani Reggenti
    - Giuseppe Micheloni (1. Oktober 1964 bis 1. April 1965, 1972) und Pier Marino Mularoni (1. Oktober 1964 bis 1. April 1965)
    - Ferruccio Piva (1959–1960, 1. April 1965 bis 1. Oktober 1965, 1969, 1974) und Federico Carattoni (1. April 1965 bis 1. Oktober 1965, 1971–1972)
    - Alvaro Casali (1945, 1951, 1957, 1960, 1. Oktober 1965 bis 1. April 1966, 1969–1970) und Pietro Reffi (1. Oktober 1965 bis 1. April 1966, 1958–1958)

  - Regierungschef: Außenminister Federico Bigi (1957–1972)

- Schweden
  - Staatsoberhaupt: König Gustav VI. Adolf (1950–1973)
  - Regierungschef: Ministerpräsident Tage Erlander (1946–1969)

- Schweiz[2]
  - Bundespräsident Hans-Peter Tschudi (1. Januar 1965–31. Dezember 1965, 1970)
  - Bundesrat:
    - Paul Chaudet (1955–1966)
    - Friedrich Traugott Wahlen (1959–31. Dezember 1965)
    - Willy Spühler (1960–1970)
    - Ludwig von Moos (1960–1971)
    - Hans-Peter Tschudi (1960–1973)
    - Hans Schaffner (1961–1969)
    - Roger Bonvin (1962–1973)

- Sowjetunion
  - Parteichef: Erster Sekretär der KPdSU Leonid Breschnew (1964–1982) (ab 1966 Generalsekretär) (1960–1964, 1977–1982 Staatsoberhaupt)
  - Staatsoberhaupt:
    - Vorsitzender des Präsidiums des obersten Sowjets Anastas Mikojan (1964–9. Dezember 1965)
    - Vorsitzender des Präsidiums des obersten Sowjets Nikolai Podgorny (9. Dezember 1965–1977)

  - Regierungschef: Vorsitzender des Ministerrats Alexei Kossygin (1964–1980)

- Spanien
  - Staats- und Regierungschef: Caudillo Francisco Franco (1939–1975)

- Tschechoslowakei
  - Parteichef: Vorsitzender Antonín Novotný (1953–1968) (1957–1968 Präsident)
  - Staatsoberhaupt: Präsident Antonín Novotný (1957–1968) (1953–1968 Parteichef)
  - Regierungschef: Ministerpräsident Jozef Lenárt (1963–1968)

- Ungarn
  - Parteichef: Generalsekretär der Partei der Ungarischen Werktätigen János Kádár (1956–1988) (1956–1958, 1961–1965 Ministerpräsident)
  - Staatsoberhaupt: Vorsitzender des Präsidentschaftsrats István Dobi (1952–1967) (1948–1952 Ministerpräsident)
  - Regierungschef:
    - Ministerpräsident János Kádár (1956–1958, 1961–30. Juni 1965) (1965–1968 Parteichef)
    - Ministerpräsident Gyula Kállai (30. Juni 1965–1967)

- Vatikanstadt
  - Staatsoberhaupt: Papst Paul VI. (1963–1978)
  - Regierungschef: Kardinalstaatssekretär Amleto Giovanni Cicognani (1961–1969)

- Vereinigtes Königreich
  - Staatsoberhaupt: Königin Elisabeth II. (1952–2022) (gekrönt 1953)
  - Regierungschef: Premierminister Harold Wilson (1964–1970, 1974–1976)

- Republik Zypern
  - Staats- und Regierungschef: Präsident Makarios III. (1960–1974, 1947–1977)